# Crystal Talk
Crystal Talk é uma tecnologia proprietária da Motorola para ampliar a clareza do áudio em conversas telefônicas em lugares com bastante ruído. Com exclusividade em aparelhos da Motorola, a tecnologia usa uma série de algoritmos de DSP (Digital Signal Processor) para separar o áudio das chamadas dos ruídos de fundo, amplificando apenas os sons relevantes para o usuário. Uma vez efetuado esse filtro, o aparelho automaticamente ajusta o volume de áudio e possibilita eliminar até 29 dB de ruídos, conforme o tipo de som ambiente.
A nova tecnologia foi desenvolvida pela Motorola com o objetivo de oferecer maior conforto aos usuários que sofrem com as interferências nas ligações causadas por ruídos externos ou lugares barulhentos, que fazem com que os diálogos se percam ou fiquem mal compreendidos. Com a função Crystal Talk, a redução dos ruídos é perceptível, mediante o ajuste de volume conforme o som ambiente. Fica mais fácil receber ou efetuar chamadas em locais como aeroportos, ruas movimentadas ou até estádios de futebol.